# Emil Bihary
Emil Bihary (31. července 1910 Veľká Poľana – 4. prosince 1976 Prešov) byl slovenský fotbalista, hokejista a fotbalový trenér.

## Životopis
Narodil se 31. července 1910 ve Veľké Poľaně. Pocházel z rodiny místního řeckokatolického kněze. Pět měsíců po narození mu zemřel otec a matka se třemi syny se v roce 1911 přestěhovala nejprve k babičce do Stakčína a potom do Prešova.

## Klubová kariéra
S jeho jménem je spjato přes třicet let prešovského fotbalu. Nejprve oblékal dres prvního prešovského klubu PTVE, tři zápasy odehrál i za tým Rusj (založen profesory Ruského gymnázia), sporadicky oblékal i dres Törökvésu. V roce 1936 přestoupil do Slávie Prešov. Aktivně hrával ještě v sezóně 1943/1944 a naposled oblékl fotbalový dres Sparty Prešov jako 37letý v divizním utkání na hřišti Levoče (Slávia vyhrála 3:1).
Bihary byl i vynikajícím hokejistou. V roce 1932 získal se Slávií Prešov titul hokejového mistra Slovenska, v roce 1941 vyhrál s celkem Slávie mezinárodně obsazený Tatranský pohár a byl vyhlášen nejlepším hráčem turnaje. V letech 1940–1944 reprezentoval Slovensko.

## Trenérská kariéra
Po přestupu do Slávie Prešov v roce 1936 byl pověřen vedením dorostenců. Ve čtyřicátých letech 20. století s nimi získal tři fotbalové tituly mistrů Slovenska (1940, 1941, 1942). Vychoval hráče jako Ján Karel, Ladislav Kassay, Ladislav Pavlovič, František Semeši nebo Gejza Šimanský.